# Doreen Masseyová
Doreen Masseyová (nepřechýleně Doreen Massey; 3. ledna 1944 Manchester – 11. března 2016 Londýn) byla britská geografka.

## Životopis
Doreen Massey se narodila roku 1944 v Manchesteru. V roce 1972 získala titul MA na univerzitě v Pensylvánii. V období 1968–1980 pracovala v centru environmentálních studií v Londýně. Od roku 1982 pracovala jako profesorka geografie na fakultě společenských věd na Open Univerzity (v GBR). Od roku 2002 působila na British Academy, kde měla důležité postavení a jako jedna z mála se účastnila pravidelných diskuzí.
Její práce byla významnou pro přeměnu humánní geografie. Největší důraz kladla na to, jak prostor a místo ovlivňují společenský svět. Klíčové pojmy ovlivňující její tvorbu jsou prostor, místo, region, lokalita. Vytvořila důležité teorie, rámce a empiricky zjištěné studie k porozumění prostorových rozdílů, nerovnému vývoji a historické a geografické změně. V sedmdesátých letech se věnovala průmyslovým oblastem a britským regionálním problémům konkrétně tomu, jak rozložení pracovních příležitostí závisí na produkci (vnitřní město X periferie).
Roku 1984 publikovala Spatial Divisions of Labour. Dílo se zabývá transformací ekonomické geografie, porozumění ekonomice. Navazovala na její předešlé argumenty, že by prostorové rozložení firem mělo být rovnoměrnější. Vytvořila tvrzení o investičních vrstvách a prostorových strukturách produkce a to na 3 příkladech v britské ekonomické krajině během šedesátých a sedmdesátých let 20. stol.:
1. jediný region
2. klonování
3. částečný proces

Zabývala se změnou prostorových struktur v různých měřítcích, tím jak důležitá byla role pohlaví v zaměstnanosti (určité typy lidí s určitými typy práce)
- prostorová rozmanitost nemá být viděna jako zákonitost kapitalistické akumulace
- nerovný rozvoj – velká odlišnost a jedinečný výsledek
- zásadní transformace regionální geografie

## Výzkum od poloviny osmdesátých let

### Výzkum pohlaví v ekonomických a společenských procesech
Strategické použití průmyslu ve strategickém použití regionálních rozdílů v systému pohlavních stavů, problematika mapování času a prostoru – dualismus ženství – mužství.
Mužské profese jsou například vědci a inženýři, zatím co ženy mají být v domácnosti.

### Teorie místa
Odmítá asociace místa s nostalgií, se setrvačností a politikou. Řeší zde koncept regionu, časoprostorovou kompresi. Zaměřuje se na chápání míst jako porézních sítí společenských vztahů. Vyzdvihuje pojem síly geometrie, tedy zdůraznění toho, jak jsou skupiny a jedinci odlišně postaveni v těchto sítích.

### Koncept časoprostoru
Řeší zde problematiku rozdílu času a prostoru, tedy jak neoddělitelné tyto složky jsou.

## Dílo
V roce 2005 publikovala knihu For Space, která je inspirována strukturálními a post-strukturálními mysliteli. Často a extrémně pozitivně odkazuje na práci londýnského starosty, Kena Livingstona. Pravidelně přispívala do Marxism Today a měla aktivní roli v politických diskuzích za obírajících se britskými městskými a regionálními otázkami. Roku 1995 založila společně s Michaelem Rustinem a Stuartem Hallem časopis Soundings: A Journal of Politics and Culture. Jedná se o časopis věnovaný smýšlení o radikálním demokratickém projektu. Massey se zavazuje k intelektuální spolupráci a výměně.

### For Space

#### Úvod
Tato kniha sbližuje teoretické a politické výzvy v uvažování o prostoru. Informuje o tom, že mapy silnic, dálnic, železničních tratí, topografie, polí a vesnic nepředstavují prostor. Protože se staly mapy ústředním toho, jak si představujeme a uvažujeme o prostoru. Mapy fungují jako reprezentace prostoru jako uspořádaného povrchu ve vztahu k pozici pozorovatele. Massey jednoduše poukazuje na literaturu kritizující kartografii, že stejnorodé typy mapování představují prostor jako zcela horizontální, v němž je dynamika změny vymýcena ve prospěch celkového spojení. Neeuklidovská představa prostoru nabízí alternativu mapování, jež odbourává problematiky prostoru, proto tato kniha nese název For Space.
Základem alternativního přístupu k prostoru se stala 3 tvrzení
1. prostor je produkt vzájemných vztahů
2. prostor je možností existence mnohočetnosti (existence odlišných trajektorií, různorodosti)
3. prostor je vždy ve výstavbě (neukončený, neuzavřený)

Toto dílo je argumentem pro rozpoznání těchto 3 charakteristik prostoru.
Dvojí cíl díla je současně otevřít naše smýšlení o politickém a prostorovém, čímž navazuje na její práci předchozích dvaceti let. Z výzkumu průmyslové restrukturalizace a společenské dělby práce skrze teoretickou práci zaměstnanosti a narušení prostorových geometrií. Obhajuje vzájemné překrývání prostorového a politického. Sdílí trvalé obavy s poststrukturalistickými geografy, že představa prostoru s dynamikou a tudíž s kvalitami jako je otevřenost, různorodost či živost. Pojednává o přetrvávající problematice prostoru navazující na filozofii, která zaznívá i v současné politice.

#### Alternativy
Massey kritizuje dvě asociace, že prostor je oddělen od času, a dále znehodnocení prostoru jako protikladu k času.
Kritika se netýká jen braní používání prostoru jako samozřejmosti k nabídnutí alternativních koncepcí prostoru, která může pomoci obtížné práci budování alternativ variabilních geometrií moci včetně novoliberálních globalizací.
Její pozitivní alternativní koncepce prostoru může být nahrazena v kontextu rozmanitých závazků uvažujících o příbuznosti místa a prostoru. Souhlasí se skupinou trajektorií v humánní geografii, které nepovažují prostor za nádobu, v níž se odehrávají procesy. Jakýkoliv prostor či místo od intimního ke globálnímu prostoru jsou vytvářeny vztahy mezi různými entitami.
Relační myšlenky se ujaly v různých formách v humánní geografii. Harvey obhajuje typ materialismu ovlivněného dlouho linií myšlenkových procesů. Tvrdí, že prostor je vytvářen procesy, které jsou tvořeny vztahy mezi odlišnými entitami. Thrift obhajuje umírněný styl teorie v pojmech nereprezentační, vytváří myšlenku prostoru jako strany stávajícího, že je neustále vytvářen každodenními praktikami.
Oba se shodnou i s Massey, že diskrétní prostor a místa jsou stabilizovány vztahy mezi entitami, z nichž jsou tvořeny.
For Space je pravděpodobně nejpropracovanějším přístupem pracujícím s pojmy vztahů a příbuznosti. Tři tvrzení tvoří jádro alternativních přístupů Massey:
- prostor je tvořen skrze vztahy, mimo ně neexistuje (prostor je sférou dynamické současnosti, neustále přerušován novými příchody a čekající na ovlivnění konstrukcí nových vztahů a je neukončený)
- prostor představuje sféru mnohočetnosti, jelikož je tvořen různorodými entitami (představuje shromáždění násobných otevřených navzájem propojených trajektorií pro vyrobení něčeho, co se někdy stane a někdy ne – vzájemného vztahu, přičemž tato mnohočetnost znamená, že prostor je podmínkou neočekávaného)
- v důsledku toho je prostor neukončený a neuzavřený (stability a trvalosti, místo se jeví jako neměnné, jsou provizorními cíli, které jsou neustále tvořeny a přetvářeny). Jako příklad vzájemného fungování těchto tvrzení uvádí cestu vlakem z Londýna do Milton Keynes.

#### Humánní geografie a vztahová politika
Na výše uvedeném příkladu ukazuje, jak prostor vzniká a zaniká během cesty vlakem a získáváme smysl potěšení.
Co je v sázce, je jak politikové dělají rozdíl uvnitř stálého a konfliktního procesu tvorby společenského (lidského i nelidského).
Jak vztahová politika odhalí nebo zasáhne do konstelace trajektorií, jež vytváří specifická místa nebo prostory?
Massey nabízí 3 následující praktiky z otevření politického prostorovému.
- relační politika, jež je otevřená skrze jednotnost místa, tedy že místo je prchavé, protože je tvořeno mnohočetnými trajektoriemi. Tudíž politika místa nemůže být jednoduše politikou společenství, ale zahrnuje proces vyjednávání, jenž čelí odlišnosti řady významů.
- pravidla prostoru a místa ovlivňují politickou pozici.
- pokud relační politika vyžaduje obojí jednání skrze jednotnost a politiku otevřenosti v pojmech blízkosti a propojenosti, které se odehrávají v širších prostorových vztazích

### Global Sence Of Place
Doreen Massey zkoumala podstatu mobility v období globalizace a zaměřovala se při tom hlavně na význam lokalita a co to pro lokalitu znamená. Autorka se na začátku článku zabývá tím, jaké je teď období, jak je současná doba ovlivněna pohybem, tím že se věci zrychlují a šíří se. V úvodu zmiňuje příklady toho, jak se oproti minulosti svět změnil (př. čím dál více lidí cestuje častěji a na větší vzdálenosti). Často bývá tento pohled současné doby zmiňován v širokém rozsahu knih a časopisů.
Autorka dále poukazuje na to, že co je napsáno o prostoru, lokalitě a postmoderním času zdůrazňuje novou fázi, kterou Marx jednou nazval “zničení prostoru časem”. Proces je prosazován hlavně z důvodu, aby získal nový spád, aby dosáhl nové fáze. Jedná se o jev nazývaný “časoprostorová komprese”.
Doreen Massey v celém článku poukazuje na to, jak je svět propojený, ovlivněný globalizací a udává na to spoustu příkladů. Upozorňuje na to, jak nové moderní technologie dokáží ulehčit někomu práci nebo cestování, ale na druhou stranu, tím berou příležitost rozvíjet se nebo alespoň pokračovat v tom co do teď dělali jiným firmám (vývoj letecké dopravy vs. pokles v lodní dopravě vede k izolaci mnoha dopravních společenství).
Asi nejčastěji je v článku používán pojem časoprostorová komprese. Tento pojem udává, že se zvyšuje pohyb a komunikace v prostoru a díky rychlému přenosu informací se svět stává jakoby menším. V článku je uvedeno, že časoprostorová komprese odkazuje na pohyb a komunikaci napříč prostorem, na geografické roztahování společenských vztahů a na naši zkušenost.
Další myšlenkou článku je to, že podstatnými věcmi, které ovlivňují přesun (pohyb) je rasa a pohlaví. Konkrétním příkladem je přesun mezi státy, tím nejspíše naráží na víza nebo na možnost procházet se nočními ulicemi nebo vycházet ven z hotelu v cizích městech. Hlavně ženská pohyblivost je podle autorky omezena, a to tisíce různými způsoby od fyzického násilí až po okukování, svádění.
Hodně často se v článku zaobírá kapitálem a ekonomikou, jak tyto pojmy ovlivňují prostor a pohyb napříč prostorem. Na konec uzavírá tuto část článků úvahou že, je mnohem podstatnější to, jak pociťujeme prostor než to, jaký kapitál do toho dáme.
Zmíněna byla energie prostoru a geometrie moci časoprostorové komprese. Tento bod se týká pouze problému, kdo se hýbe a kdo ne. Není to ale pouze o pohybu ale také o síle ve vztazích. Důležité také je, o jaké sociální skupiny se jedná, protože některé jsou hodně rozdílné a mají odlišné přátelské vztahy k tak jako tak diferencované mobilitě: někteří lidé se starají více než jiní; něco vyvolává proud a pohyb, něco jiného zase ne; někdo je na příjmu více než ostatní. Na konci celého tohoto výčtu jsou ti, kteří se hýbou a komunikují. Jedná se tedy o skupiny, které jsou v jistém smyslu ve vedení časoprostorové komprese, jejichž síla a vliv velmi vzrůstá. Skupinu pravděpodobně zahrnují nejvíce západní akademisté a novináři, kteří o tomto tématu hodně píší. Na druhou stranu jsou také skupiny, které se hodně pohybují fyzicky, ale které nejsou ve vedení tohoto procesu např. důchodce, kteří žijí v garsonce ve městě ve státě, kde jedí „fish and chips“, sledují anglický film na japonské televizi a neodváží se jít ven po setmění. Mezi těmito dvěma skupinami se tedy jedná o vysoce komplexní sociální odlišení. Rozdíly jsou jak ve stupni pohybu a komunikace, tak také ve stupni kontroly. Ve článku se dále zmiňuje o způsobech, kterými jsou lidé umístěni v rámci časoprostorové komprese do komplikovaně a extrémně různorodých skupin. V souvislosti s časoprostorovou kompresí se nabízí otázka nerovného rozdělení, tedy to, že někteří lidé se přemisťují více než ostatní a že někteří mají větší kontrolu než ostatní. Právě pohyb a kontrola mohou mít vliv na ostatní lidi, a to takovým způsobem, že skupiny aktivně oslabují. A už tak slabý vliv může ještě více oslabit rozdělená mobilita.
V další části si autorka pokládá otázku, jak přemýšlíme o prostoru. Nacházíme se v době, kde se místní komunity zdají být stále rozpadlé, jakmile přejedeme hranice, najdeme stejný obchod, stejnou hudbu jako doma nebo si dáme své oblíbené jídlo v restauraci. Dále si pokládá otázku o lokalitě – lidé potřebují zoufale trochu klidu a míru, aby měli nějaké útočiště. Opravdový význam místa je vysvětlen jako odezva na touhu po stabilitě a bezpečné identitě uprostřed všech těchto změn. Smysl místa nebo zakořenění může poskytnout stabilitu a zdroj bezproblémové identity. Jednou myšlenkou je, že místa mají svobodu, nezbytnost, identitu. Jinou myšlenkou je, že identita místa je postavena na introvertní introspektivní historii na základě ponoření se do minulosti.
V závěru článku jsou vymezeny čtyři body o tom, co je místo a jaké jsou jeho nejdůležitější vlastnosti.
- Za prvé: místa jsou proces.
- Za druhé: místa nemusí mít hranice, které rámují jednotlivé ohrady.
- Za třetí: místa nemají jednoduché, svobodné unikátní identity, jsou plná vnitřních konfliktů.
- Za čtvrté nic z toho nepopírá místo ani důležitost unikátnosti místa. Specifičnost místa je neustále obnovována.